# قانون حرية المعلومات الأمريكي
 قانون حرية المعلومات الأمريكي (FOIA) هو قانون فيدرالي ينص بصورة عامة على أن لكل فرد الحق في طلب الوصول إلى سجلات الوكالة الفيدرالية، عدا حدود السجلات المحميّة من الكشف الواقعة ضمن الإعفاءات التّسعة الواردة في القانون، أو ضمن أيٍ من الاستثناءات الثلاثة الخاصّة بسجل تنفيذ القانون. تمّ إنشاء قانون حرية المعلومات لمركز خدمة الطالبين بموجب الأمر التنفيذي 13392 في 14, ديسمبر 2005.